# Kai Alaerts
Kai Alaerts (ur. 6 września 1989) – belgijski narciarz alpejski, uczestnik Zimowych Igrzysk Olimpijskich 2018.

## Kariera
Na arenie międzynarodowej po raz pierwszy pojawił się 24 listopada 2004 roku w Tignes podczas zawodów FIS Race, gdzie w gigancie zajął 78. pozycję. W dniach 26-28 stycznia 2005 roku startował na Zimowym Olimpijskim Festiwalu Młodzieży Europy 2005 w szwajcarskim Monthey. Stanął na starcie giganta, slalomu i supergiganta. Najlepszy wynik osiągnął w slalomie, gdzie zajął 17. lokatę. Trzykrotnie brał udział w mistrzostwach świata juniorów. Najlepszy wynik osiągnął na mistrzostwach w roku 2008, gdzie w hiszpańskim Formigal w slalomie uplasował się na 24. pozycji.
Debiut w Pucharze Świata zaliczył 9 lutego 2008 roku w Garmisch-Partenkirchen. Wystartował wtedy w slalomie, lecz nie ukończył on pierwszego przejazdu. Jak dotąd nie zdobył jeszcze pucharowych punktów.
Dwukrotnie uczestniczył w Uniwersjadzie. Najlepszy wynik osiągnął podczas Zimowej Uniwersjady 2011 w tureckim Erzurum, kiedy to w slalomie uplasował się na 5. miejscu.
Alaerts sześciokrotnie był uczestnikiem mistrzostw świata. Najlepszy rezultat osiągnął na swoich pierwszych mistrzostwach - w 2007 roku podczas mistrzostw w szwedzkim Åre w slalomie ukończył zawody na 23. pozycji. Jedyny jego występ na Igrzyskach Olimpijskich to start w Pjongczang podczas slalomu na Zimowych Igrzyskach Olimpijskich 2018. Nie ukończył tam jednak pierwszego przejazdu.

## Osiągnięcia

### Igrzyska olimpijskie
| Miejsce | Dzień     | Rok  | Miejscowość | Konkurencja | Czas biegu | Strata | Zwycięzca    |
| ------- | --------- | ---- | ----------- | ----------- | ---------- | ------ | ------------ |
| DNF1    | 22 lutego | 2018 | Pjongczang  | Slalom      | -          | -      | André Myhrer |

### Mistrzostwa świata
| Miejsce | Dzień     | Rok  | Miejscowość            | Konkurencja | Czas biegu  | Strata   | Zwycięzca            |
| ------- | --------- | ---- | ---------------------- | ----------- | ----------- | -------- | -------------------- |
| DNQ     | 14 lutego | 2007 | Åre                    | Gigant      | -           | -        | Aksel Lund Svindal   |
| 23.     | 17 lutego | 2007 | Åre                    | Slalom      | 2:10,53 min | +13,20 s | Mario Matt           |
| BDNF2   | 13 lutego | 2009 | Val d’Isère            | Gigant      | -           | -        | Carlo Janka          |
| DNF1    | 15 lutego | 2009 | Val d’Isère            | Slalom      | -           | -        | Manfred Pranger      |
| BDNF2   | 18 lutego | 2011 | Garmisch-Partenkirchen | Gigant      | -           | -        | Ted Ligety           |
| DNF1    | 20 lutego | 2011 | Garmisch-Partenkirchen | Slalom      | -           | -        | Jean-Baptiste Grange |
| DNF1    | 17 lutego | 2013 | Schladming             | Slalom      | -           | -        | Marcel Hirscher      |
| DNF1    | 15 lutego | 2015 | Vail / Beaver Creek    | Slalom      | -           | -        | Jean-Baptiste Grange |
| 41.     | 19 lutego | 2017 | Sankt Moritz           | Slalom      | 1:43,51 min | +8,76 s  | Marcel Hirscher      |
| DNF1    | 17 lutego | 2019 | Åre                    | Slalom      | -           | -        | Marcel Hirscher      |

### Mistrzostwa świata juniorów
| Miejsce | Dzień     | Rok  | Miejscowość            | Konkurencja | Czas biegu  | Strata   | Zwycięzca               |
| ------- | --------- | ---- | ---------------------- | ----------- | ----------- | -------- | ----------------------- |
| 54.     | 8 marca   | 2007 | Altenmarkt             | Supergigant | 1:14,12 min | +6,35 s  | Beat Feuz               |
| 76.     | 9 marca   | 2007 | Altenmarkt             | Gigant      | 2:29,09 min | +15,08 s | Marcel Hirscher         |
| 26.     | 10 marca  | 2007 | Altenmarkt             | Slalom      | 1:57,65 min | +8,20 s  | Matic Skube             |
| 24.     | 27 lutego | 2008 | Formigal               | Slalom      | 1:33,07 min | +3,39 s  | Marcel Hirscher         |
| 32.     | 28 lutego | 2008 | Formigal               | Supergigant | 1:23,70 min | +2,68 s  | Andreas Sander          |
| 42.     | 29 lutego | 2008 | Formigal               | Gigant      | 2:05,79 min | +8,79 s  | Marcel Hirscher         |
| DNF1    | 4 marca   | 2009 | Garmisch-Partenkirchen | Supergigant | -           | -        | Manuel Kramer           |
| 42.     | 5 marca   | 2009 | Garmisch-Partenkirchen | Gigant      | 2:30,40 min | +11,91 s | Alexis Pinturault       |
| DNF1    | 6 marca   | 2009 | Garmisch-Partenkirchen | Slalom      | -           | -        | Jesper Riis-Johannessen |

### Puchar Świata
Jak dotąd Alaerts jeszcze nie zdobył punktów PŚ.